# Claës Tamm
Claës Erik Sebastian Persson Tamm, född 25 april 1931 i Stockholm, död där 17 maj 2016, var en svensk militär och adelsman.
Claës Tamm var son till överste Per Tamm och Mary von Horn. Han blev officer 1955, kapten vid Svea trängregemente 1963, anställdes i generalstabskåren och arméstabens pressavdelning 1964, kom 1967 till Göta trängregemente innan han 1969 återvände till generalstabskåren som adjutant till chefen för Försvarsdepartementet. Tamm blev 1970 major i generalstabskåren och var 1971–1975 avdelningschef vid Tränginspektionen, blev överstelöjtnant vid Svea trängregemente 1972 och ställföreträdande regementschef där 1975. Han var chef för Arméns underhållsskola 1977–1978, överste och chef för Svea trängregemente 1978–1983, försvarsattaché i Washington och Ottawa 1983–1987 samt överste av första graden och tränginspektör 1987–1991.